# Rafael Zaldívar

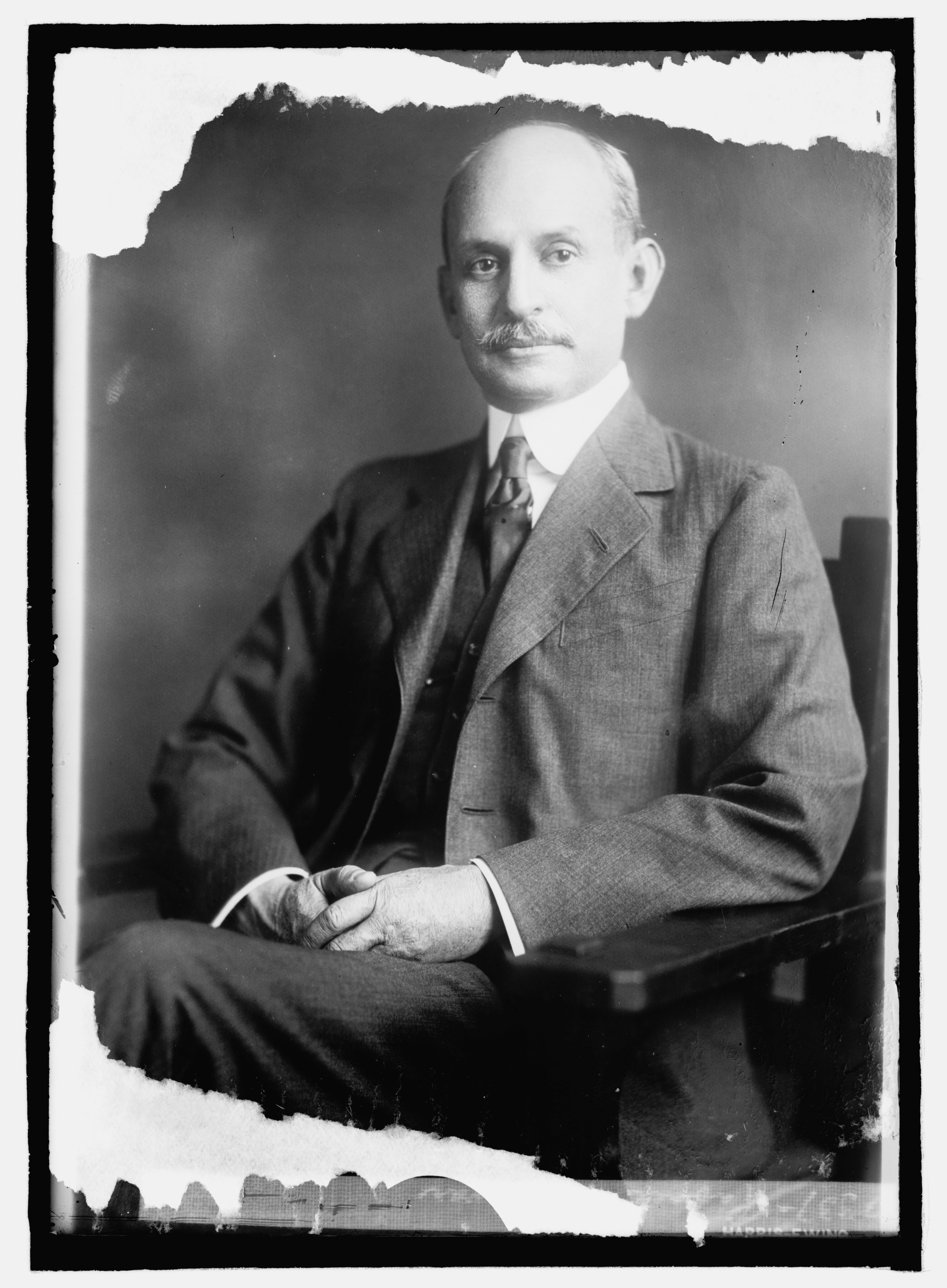
Rafael Zaldívar

Rafael Zaldívar y Lazo (* 1834 in San Alejo; † 2. März 1903 in Paris) war vom 1. Mai 1876 bis 6. April 1884 sowie vom 21. August 1884 bis zum 14. Mai 1885 Präsident von El Salvador.

## Leben
Er war Professor für Medizin und Vize-Rektor der Universität von El Salvador. 1869 war er als bevollmächtigter Gesandter in Preußen, wo er den Freundschafts-, Handels- und Schiffahrtsvertrag zwischen dem Deutschen Zollverein und dem Freistaate Salvador verhandelte. 1870 war er der Minister für öffentliche Aufträge und Kriegswesen in der Zeit, als er Präsident der Nationalversammlung war.
1876 nach dem Krieg mit Guatemala wurde er Interimspräsident, was zum endgültigen Scheitern seines Vorgängers Andrés del Valle führte, im Mai 1876 wurde er zum Präsidenten gewählt und nahm kurz danach sein Amt ein. Die während seiner Regierung 1881–1882 erlassene Gesetze hoben die juristische Person der Ejidos auf, was die entschädigungslose Enteignung der Ländereien der indigenen Gemeinden bedeutete. Er machte Reisen in die Vereinigten Staaten, Spanien, Großbritannien und Frankreich.
Gemeinsam mit Guatemala und Honduras gab es den Vorschlag eine mittelamerikanische Republik zu schaffen, als im Februar 1885 der guatemaltekische Präsident Justo Rufino Barrios Auyón die gewaltsame Wiederherstellung der Zentralamerikanische Konföderation verkündet und sich zum militärischen Befehlshaber derselben erklärte.
Dies traf in El Salvador, Nicaragua und Costa Rica nicht auf ungeteilte Zustimmung. Die Regierung El Salvador opponierte gegen den Anspruch von Barrios und bildete mit Costa Rica und Nicaragua ein Verteidigungsbündnis, welches die Zustimmung des Mexikanischen Präsidenten Porfirio Díaz fand. Barrios ließ im März 1885 El Salvador besetzten, während die Truppen Costa Ricas und Nicaraguas die Truppen Honduras’ niederwerfen. Er starb in der Schlacht von Chalchuapa.
Kurz danach am 14. Mai 1885 wurde Rafael Zaldívar abgesetzt, musste das Land verlassen und ging ins Exil nach Frankreich.